# Jodi Dean
Jodi Dean (1962. április 9.–) amerikai politikafilozófus és a politikatudomány professzora a New York állambeli Hobart and William Smith Colleges-ben, és a társadalomtudományok Erasmus professzora a rotterdami Erasmus Egyetem Filozófiai Karán.

## Munkássága
A marxizmusból, pszichoanalízisből, a posztstrukturalizmusból és posztmodernizmusból merítve járult hozzá a kortárs politika-, média- illetve feminista elmélethez, ezek közül is kiemelkedik a „kommunikatív kapitalizmus” elmélete: a demokrácia és a kapitalizmus online összeolvadása egyetlen neoliberális képződménybe, mely aláássa a tömegek demokratikus impulzusait azáltal, hogy az érzelmek kifejezését többre értékeli a logikus diskurzusnál.
Előadásokat tart az Egyesült Államokban, Kanadában, Ecuadorban, Peruban, az Egyesült Királyságban, Hollandiában, Belgiumban,  Németországban, Ausztriában, Norvégiában, Dániában, Horvátországban, Magyarországon, Csehországban és Törökországban, emellett a Theory & Event folyóirat társszerkesztője.

### The Communist Horizon
A The Communist Horizon első két fejezetében Dean fölméri a kortárs politikai helyzetet és leírja, hogy több mint negyedszázaddal a berlini fal leomlása után is élénken él az antikommunista retorika. Mint mondja, a kapitalisták, konzervatívok, liberálisok, demokraták, szociáldemokraták és radikális demokraták egyaránt magukénak vallják azt a gondolatot, mely szerint a 20. századi kommunista kísérletek egytől egyig kudarcnak bizonyultak, és ezzel korlátozzák a lehetőségét a liberális demokráciával valamint a szabadpiaci kapitalizmussal (a demokrácia és a kapitalizmus fúzióját Dean „neoliberalizmusnak” nevezi) szembeni alternatívák megvitatásának. Állítása szerint amikor az emberek a kapitalizmusra gondolnak, legkirívóbb szélsőségeit nem veszik figyelembe (háború, imperializmus, rabszolgaság, nagy gazdasági világválság, a 2008-as gazdasági válság). A kapitalizmus története lehet dinamikus és árnyalt, ellenben – írja Dean – ha valaki kiejti a „kommunizmus” szót, nincs helye dinamizmusnak és árnyaltságnak. Egyetlen elbeszélés diadalmaskodik, mely a szót egy változhatatlan és leegyszerűsített történelmi narratívához kapcsolja.
A könyvben úgy érvel, hogy egyrészt a „kommunizmus” a legtöbbek számára egyet jelent a Szovjetunióval, a kelet-európai, ázsiai, afrikai vagy latin-amerikai kísérletekről szó sem esik; másrészt a Szovjetunió hetvenegynéhány éves történelme mintha Sztálin harmincegy éves uralmába „csuklana össze”. Harmadszor, egyedül a sztálini kegyetlenkedések – a nagy tisztogatás, éhínségek és a Gulag – jelenhetnek meg a kommunizmus megtestesüléseként, a gazdaság modernizációja, a szovjet tudomány sikerei (például a szovjet űrprogram) vagy a valaha döntően paraszti társadalomban bekövetkezett általános életszínvonal-emelkedés nem. Negyedszer, a Szovjetunió összeomlása, a liberális demokrácia, a szabadpiac térnyerése a sztálinizmus totalitárius természetéből és gazdasági merevségéből következik. A sztálinizmus szovjetunióbeli tapasztalatai adják az alapot  a neoliberalizmus alternatíváiról szóló viták elhallgattatásához: „bizonyítékul” szolgálnak arra nézvést, hogy a kommunizmus a gyakorlatban soha nem működik, a status quo megváltoztatása pedig egyenes út a tisztogatásokhoz és a Gulaghoz.

## Kritikák vele szemben
Az amerikai Dissent magazinban (mely magát a „demokratikus baloldal” képviselőjének tartja és szorosan kötődik Michael Walzer filozófushoz), Jeffrey C. Isaac Dean könyvét a „kommunizmus újjáélesztéséért” vívott „tollharcnak” tekinti. Isaac felrója, hogy a könyvből hiányzik olyan jelenkori események, mint az Occupy Wall Street világos politikai elemzése és úgy véli, „Dean kommunizmusa fundamentalista. Értelmiségiek kicsi és elszánt csapata mellett kötelezi el magát, akik a hamisítatlan leninizmusban találnak vigaszt és javarészt elsiklanak a huszadik századi marxizmus legjobb hagyományai fölött – melyek elismerik a társadalmi képződmények és politikai identitások pluralisztikus vonásait, az állam összetettségét, és a demokrácia etikai, politikai fontosságát.”

## Könyvei
- Solidarity of Strangers: Feminism after Identity Politics (University of California Press 1996)[12]
- Feminism and the New Democracy: Resisting the Political (szerkesztő, Sage, 1997)[13]
- Aliens in America: Conspiracy Cultures from Outerspace to Cyberspace (Cornell University Press, 1998)[14]
- Political Theory and Cultural Studies (szerkesztő, Cornell University Press, 2000)
- Publicity's Secret: How Technoculture Capitalizes on Democracy (Cornell University Press, 2002)[15]
- Empire's New Clothes: Reading Hardt and Negri (társszerkesztő Paul A. Passavant mellett, Routledge, 2004)
- Žižek's Politics (Routledge 2006)[16]
- Reformatting Politics: Information Technology and Global Civil Society (társszerkesztő Geert Lovink és Jon Anderson mellett, Routledge, 2006)
- Democracy and Other Neoliberal Fantasies (Duke University Press, 2009)[17]
- Blog Theory (Polity, 2010)[18]
- The Communist Horizon (Verso, 2012)[19]
- Crowds and Party (Verso, 2016)[20]

### Előadásai
- Jodi Dean – The Communist Horizon. Nyilvános előadás Belgrádban, 2015 júniusában, a Filozófiai és Társadalomelméleti Intézet, valamint a Szerbiai Francia Intézet együttműködésében, az Etikai, Jogi és Alkalmazott Filozófiai Központ, a Délkelet-európai Fejlett Tudományok Központja és a belgrádi Média  és Kommunikációs Kar segédletével szervezve.
- Jodi Dean – The Limits of the Web in an Age of Communicative Capitalism, Nyilvános előadás Dublinban, 2013
- Jodi Dean: Communicative capitalism and the challenge for the left, Rosa Luxemburg Alapítvány, 2015 januárja
- Jodi Dean – 'Complexity as Capture: Neoliberalism and Communicative Capitalism' Nyilvános előadás, 2013